# Manuel Altolaguirre
Manuel Altolaguirre Bolín (Malaga, 29 giugno 1905 – Burgos, 26 luglio 1959) è stato un poeta spagnolo.

## Biografia
Studiò diritto, nonostante il suo lavoro principale fosse quello di tipografo ed editore. Pubblicò i suoi lavori in riviste e pubblicazioni di nome, quali El Litoral e, soprattutto durante la Guerra Civile, El Mono Azul e Hora de España.
Sposato con la poetessa Concha Méndez pubblicò, nella collezione Héroe, raccolte fondamentali di poesia.
In seguito agli eventi della guerra, espatria prima a Cuba e poi in Messico, dedicandosi alla scrittura e all'arte cinematografica, come autore, produttore e regista.
Tornato in Spagna nel 1959, perse la vita insieme alla moglie in un incidente stradale.

## L'Opera poetica
È probabilmente il poeta più spirituale e intimista della Generazione del '27 e nelle sue opere si notano le tracce di San Juan de la Cruz, Garcilaso de la Vega, Juan Ramón Jiménez e Pedro Salinas.
Nonostante la sua produzione letteraria sia stata breve ed incostante, seppe creare un mondo intimista e ricco di sfumature. La sua poesia è calda, cordiale e trasparente e canta l'amore, la solitudine e la morte con toni romantici.
Secondo lo stesso Altolaguirre, la sua poesia "si sente sorella minore di quella di Salinas". 
Un tratto rilevante della sua opera è la sua musicalità, con il predominio di versi brevi e l'utilizzo di strofe tradizionali.

## Opere
Tra le sue opere risaltano Las islas invitadas (1926), Poemas del agua (1927), Soledades juntas (1931), La lenta libertad (1936), Nube temporal (1939), Fin de un amor (1949) e Poemas en América (1955).
Oltre alla sua opera poetica, Altolaguirre scrisse un libro di memorie, El caballo griego, numerosi articoli di critica letteraria, traduzioni e opere teatrali.
Non va dimenticato inoltre il suo impegno come editore: nel 1926 fondò a Malaga -insieme ad Emilio Prados- El Litoral, rivista in cui verranno pubblicate gran parte delle opere della Generazione del '27, mentre durante l'esilio cubano creò la casa editrice La Verónica dedicata anche alla pubblicazione di testi letterari.